# 奥尔南 (北部省)
奥尔南（法語：Hornaing，法語發音：[ɔʁnɛ̃]）是法国上法蘭西大區北部省的一个市镇，属于杜埃区。

## 地理
奥尔南（50°22'4"N, 3°20'7"E）面积8.95 平方千米，位于法国上法蘭西大區北部省，该省份为法国最北部的省份及最长的省份，西北濒北海，西接加来海峡省，南至埃纳省和索姆省，东与比利时接壤。
与奥尔南接壤的市镇（或旧市镇、城区）包括：旺迪尼-阿马日、埃尔、埃科丹、埃莱姆。

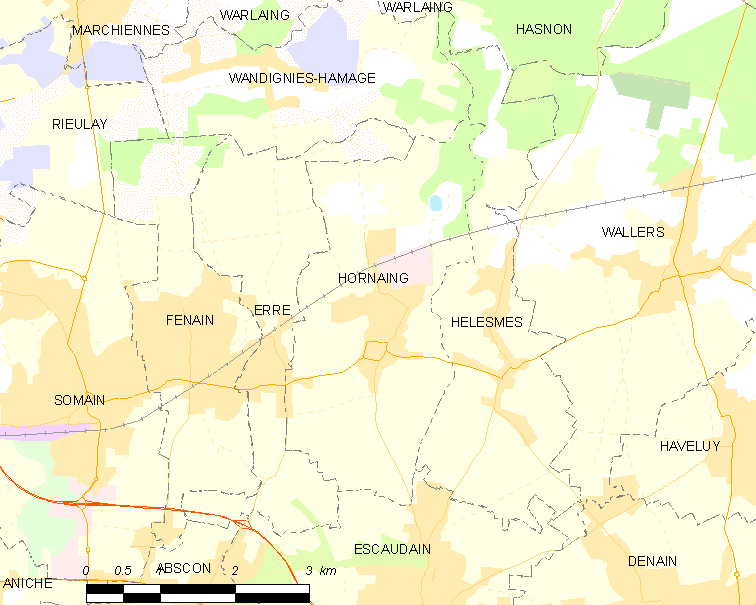
的OSM定位图

奥尔南的时区为UTC+01:00、UTC+02:00（夏令时）。

## 行政
奥尔南的邮政编码为59171，INSEE市镇编码为59314。

## 政治
奥尔南所属的省级选区为桑勒诺布勒县。

## 人口

1962-2008年间人口变化图示

奥尔南于2022年1月1日时的人口数量为3522人。